# Tokyo Metropolitan Research Institute for Environmental Protection
Tokyo Metropolitan Research Institute for Environmental Protection (jap. 東京都環境科学研究所企画管理課資料室 Tōkyōto Kankyō Kagaku Kenkyūjo Kikaku Kanrika Shiryōshitsu; TMRI for EP) – instytut utworzony w roku 1968, podlegający władzom miejskim Tokio, opracowujący naukowe podstawy decyzji dotyczących ochrony środowiska w metropolii. 
W skład jego struktury wchodzi wydział planowania i zarządzania oraz trzy jednostki organizacyjne o charakterze badawczym, wykonujące zadania w zakresie:
- badań podstawowych
- badań stosowanych
- analiz stanu środowiska

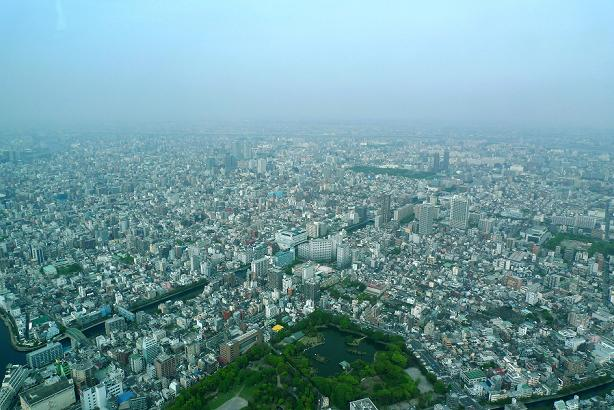
Ilustracja skali problemów ochrony środowiska w Tokio
Widok z helikoptera na miasteczko olimpijskie (1992)

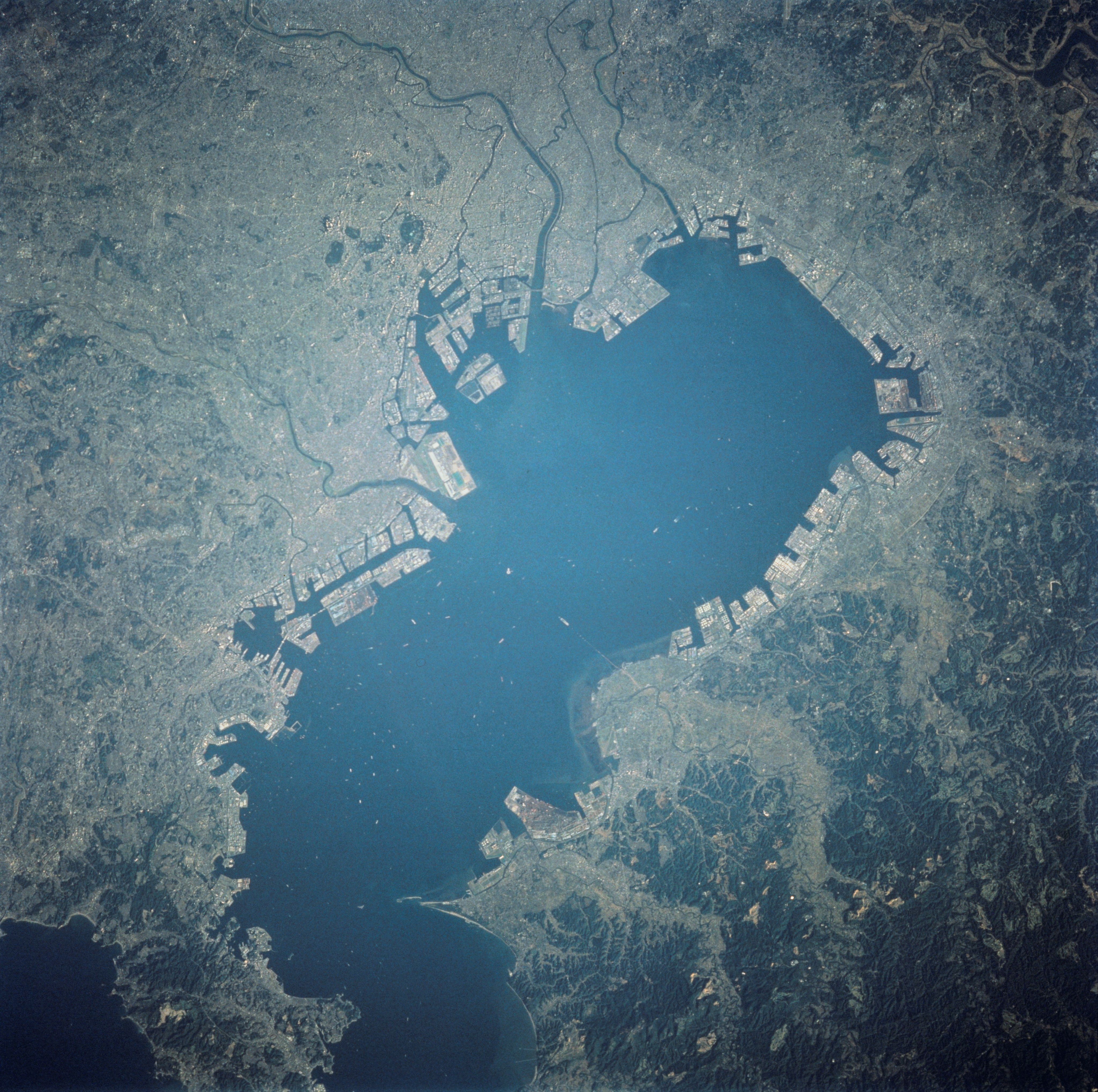
Ilustracja skali problemów ochrony środowiska w Tokio
Zatoka Tokijska (1993)

Każdy z wydziałów zatrudnia 10 pracowników naukowo–badawczych. Instytut dysponuje 47. stacjami ogólnego monitoringu jakości powietrza na terenie Tokio oraz 35. stacjami drogowymi.
Kontrolowana jest zgodność wyników pomiarów ze standardami jakości powietrza, dotyczącymi stężeń:
- dwutlenku siarki (SO2)
- tlenku węgla (CO)
- dwutlenku azotu (NO2)
- pyłów zawieszonych (SPM, Suspended Particulate Matter)
- utleniaczy fotochemicznych (Ox)

Badania obejmują również inne pomiary, m.in.:
- hałasu
- wibracji
- stężenia zanieczyszczeń powietrza o wysokiej toksyczności (małe LD, np. dioksyny, PCB)
- lotnych związków organicznych (LZO, VOCs, ang. volatile organic compounds)
- odorantów (olfaktometryczne pomiary stężenia zapachowego)[4][5]

Instytut opracowuje nowe metody pomiarów i techniki zmniejszania emisji (chociażby z silników spalinowych). Współpracuje z Tokyo Metropolitan University, Teikyo University (Tokio) i innymi instytutami badawczymi, np. w zakresie zjawisk charakterystycznych dla wielkich aglomeracji:
- efektu „wyspy cieplnej” (wpływ wielkich metropolii na lokalny klimat, np. kierunki wiatru, opady)[6][7]
- powstawania smogu
- wpływu ścieków komunalnych na jakość wody w Zatoce Tokijskiej
- zagospodarowania odpadów stałych